# 한 (1967년 영화)
"한"(恨)은 유현목 감독, 이상현 각본의 1967년 한국 영화이다.
한국에서 최초로 시도(試圖)한 옴니버스 영화였고, 유현목 감독으로선 최초의 천연색영화였다. 물론 괴담(怪談)조의 이야기를 고대 설화(古代說話)에서 발췌하여 엮은 내용이었지만, 그 표현의 유현(幽玄)함과 색감(色感)이 단연 압권이었고, 연기면에서는 문희와 이순재가 애틋한 부부애를 그린, 다시 말해서 고전적인 인간상에 어울리는 차분한 연기를 보여주었다.

## 줄거리
백일기도 끝에 얻은 낭군(이순재)과 사별한 것이 한(恨)이 되어, 그 낭군마저 죽음으로 이끄는 여인의 혼백을 다룬 제1화 '연(緣)의 장', 남편과 작부와의 관계를 투기하여 그들을 불태워 죽이는 광대 부인이었던 아내의 혼령과 모성애를 다룬 제2화 '정(情)의 장', 그리고 열녀(烈女)의 절개(節介)를 시험하는 한 남자의 혼령을 다룬 제3화 '원(願)의 장' 등 3편으로 된 옴니버스(omnibus) 영화였다.

## 출연
- 문희(文姬)
- 전계현
- 조미령
- 이순재(李純才)
- 윤일봉
- 남궁원

## 수상
- 제6회 대종상에서 촬영상
- 제4회 한국연극영화예술상에서 촬영상
- 제5회 청룡상 미술·기술(조명)상
- 제11회 부일상에서 미술상